# 高峰 (相声演员)
高峰（1983年5月12日—），天津出身的相声演员，快板演员。2005年7月加入北京德云社，德云演出一队成员、德云社总教习，主管教学，搭档栾云平。曾就读天津市海河中学，毕业于天津农学院水产养殖专业，师承范振钰，曾跟随金文声学习王派快板、西河门评书。
2018年7月8日，赴日本东京参加“德云社全球巡演东京站”演出。2020年12月8日，由中央广播电视总台联合国家文物局，在总台“央视频”5G新媒体平台上共同推出的文博类系列直播《文物“潮”我看》特别节目《一根中轴线穿越京城八百年》。高峰、栾云平化身“追潮人”，与潮小助一起畅聊老北京天桥曲艺文化，挖掘北京中轴线故事。

## 演出相關

#### 相聲作品
| 作品         | 表演者       | 剧场         | 備註              |
| 《汾河灣》   | 高峰、欒雲平 | 天桥德云社   |                   |
| 《托妻獻子》 | 高峰、欒雲平 | 天桥德云社   |                   |
| 《吃元宵》   | 高峰、欒雲平 | 天桥德云社   |                   |
| 《家庭论》   | 高峰、欒雲平 | 黑龙江德云社 | 2023年5月30日     |
| 《学方言》   | 高峰、欒雲平 | 黑龙江德云社 | 2023年5月31日     |
| 《渭水河》   | 高峰、欒雲平 | 黑龙江德云社 | 2023年6月1日      |
| 《下象棋》   | 高峰、欒雲平 | 黑龙江德云社 | 2023年6月2日      |
| 《洪洋洞》   | 高峰、欒雲平 | 天桥德云社   | 2023年5月16日     |
| 《吃元宵》   | 高峰、欒雲平 | 天桥德云社   | 2023年5月17日     |
| 《献地图》   | 高峰、欒雲平 | 天桥德云社   | 2023年5月18日     |
| 《山东二黄》 | 高峰、欒雲平 | 吉林德云社   | 2023年4月25日     |
| 《打白狼》   | 高峰、欒雲平 | 三里屯德云社 | 2023年4月18日     |
| 《山西家信》 | 高峰、欒雲平 | 三里屯德云社 | 2023年4月19日     |
| 《学英语》   | 高峰、欒雲平 | 三里屯德云社 | 2023年4月15日午场 |
| 《阴阳五行》 | 高峰、欒雲平 | 三里屯德云社 | 2023年4月15日晚场 |
| 《学评戏》   | 高峰、欒雲平 | 三里屯德云社 | 2023年4月16日晚场 |